# The Prodigal Son (Britten)

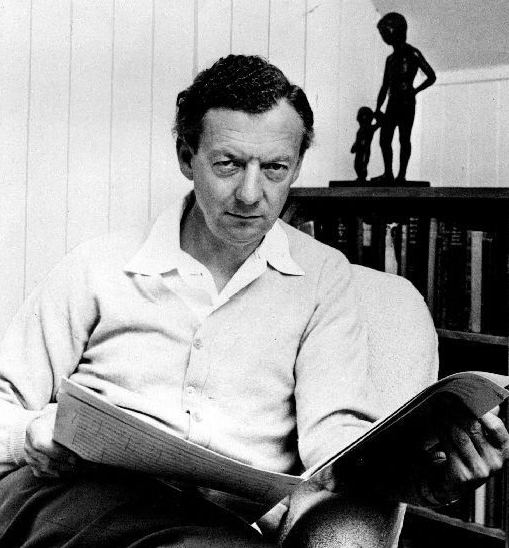
Benjamin Britten

The Prodigal Son (Den förlorade sonen) är ett kyrkospel (en parabel för kyrkobruk) med musik av Benjamin Britten och libretto av William Plomer. Det var Brittens tredje parabel efter Curlew River (1964) och The Burning Fiery Furnace (1966).

## Historia
Britten inspirerades till denna sin tredje och sista kyrkoparabel efter att ha sett en målning på Eremitaget i Sankt Petersburg om Liknelsen om den förlorade sonen, en av Jesu liknelser i Lukasevangeliet. Återigen bad han William Plomer att skriva librettot då de hade samarbetat med de andra två parablerna. I januari 1968 for Britten till Venedig för att komponera och i slutet av april var han operan klar. Operan uruppfördes den 10 juni 1968 i kyrkan St Bartholomew i Orford, Suffolk i samband med årets Aldeburgh Festival. Britten dirigerade själv och hans livspartner Peter Pears sjöng rollen som Frestaren/Abboten. Britten tillägnade operan Dmitrij Sjostakovitj, som skulle ha närvarat vid premiären men på grund av sjukdom tvingades utebli.
Kören spelar en större roll i verket än i de andra parablerna, dock består den av enbart mansröster och gossopraner. I Curlew River kunde avsaknaden av kvinnoröster ursäktas med att operan byggde på ett gammalt japanskt No-teaterstycke, och The Burning Fiery Furnace med att handlingen saknade kvinnliga roller. Trumpeten i D och altflöjten är de dominerande instrumenten, utöver en soloviola som representerar den yngre sonens oförstörda väsen. En annan märklig effekt åstadkoms medelst en konformad kalebass som får illustrera ljudet av traskandet genom öknen.

## Personer

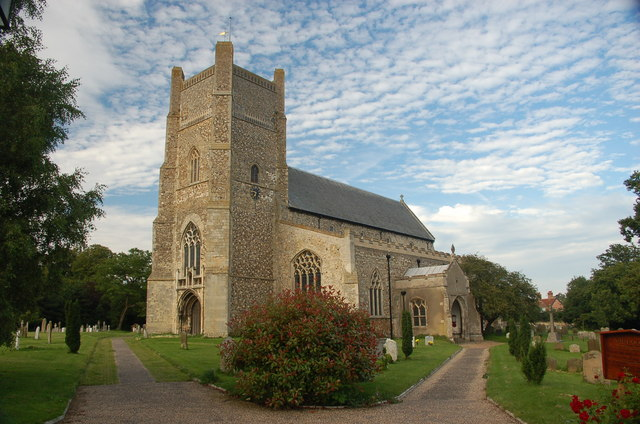
Kyrkan St Bartholomew i Orford.

- Frestaren/Abboten (tenor)
- Fadern (basbaryton)
- Den yngre sonen (tenor)
- Den äldre sonene (baryton)
- Unga tjänare och avlägsna röster

## Handling
Förklädd till Frestaren gör abboten narr åt församlingens Amen ("What I bring you is evil"). Han förklarar scenen: en patriark, en välbärgad familj, ett trist liv: ("See how I break it up.") Efter att aktörerna har klätt sig samlas kören runt fadern som förklarar nyttan av arbete. Frestaren vilseleder den yngre sonen och beskriver de nöjen som han går miste om genom att tvingas vara förvisad till öknens trista liv. Den yngre sonen är missnöjd med fadern och ber om förskott på arvet. Fadern går med på detta till den äldre sonens förtrytelse. Tillsammans med sina tjänare vinkar fadern av sonen. Frestaren följer med den yngre sonen till staden där han introducerar honom för frestelserna vin, kvinnor och spel. Den yngre sonen förlorar alla sina pengar och överges av sina dryckesbröder ("Now you must pay") Nu måste du betala, säger Frestaren till honom och föreslår att han slår sig lag med ett gäng av tiggare och arbeta som svinaherde. Den yngre sonen beslutar att vända hem och be sin far att få arbeta som en av hans tjänare. Men fadern välkomnar honom och ger order om att slakta den gödda kalven för att fira hans hemkomst. Den äldre sonen protesterar men försonas med sin bror på faderns order. Frestaren demaskerar sig och som abbot förklarar han operans moral. 